# Boston Children's Hospital
Le Boston Children's hospital est un hôpital pour enfants dans la Longwood Medical and Academic Area (LMA) à Boston ainsi qu'un centre hospitalier universitaire de la Harvard Medical School installée dans la LMA. Son adresse est au 300 de la Longwood avenue. 

## Histoire
L'hôpital a été fondé en 1869. Entre autres y ont travaillé les chirurgiens William E. Ladd, Joseph Murray et Robert Edward Gross ainsi que les savants John Franklin Enders, Sidney Farber et Judah Folkman. Le Center for Pediatric Sleep Disorders créé à la fin des années 1970 est dirigé par Richard Ferber.

## Offre médicale
La maison disposait en 2011 de 395 lits. À cette date y travaillaient environ 2 000 médecins, 380 chercheurs, 1 600 infirmières à plein temps ainsi que 9 000 autres employés[réf. nécessaire].
Elle traite des patients jusqu'à l'âge de vingt-et-un ans.